# Alim Island
Alim Island (auch Elizabeth Island), in der deutschen Kolonialzeit Elisabethinsel genannt, ist eine Insel, die zur Manus Province von Papua-Neuguinea gehört. Die Insel liegt ca. 95 Kilometer südlich von Manus, der Hauptinsel der Admiralitätsinseln. Sie bildet zusammen mit einigen umliegenden Korallenriffen und Sandbänken die nach ihr benannten Alim-Islands. Die Insel ist unbewohnt, etwa fünf Kilometer lang, etwas mehr als einen Kilometer breit und überwiegend von Flachland mit andesitischen Erhebungen und Korallenkalken geprägt. Die höchste Erhebung liegt nur wenige Meter über dem Meeresspiegel.
Die Inseln wurden 1817 vom britischen Kapitän Abraham Bristow entdeckt und wurden Ende des 19. Jahrhunderts Teil der Deutschen Schutzgebiete in der Südsee.
Während des Ersten Weltkriegs wurde das Gebiet 1914 von Australien übernommen und war Teil des australischen Verwaltungsmandats für den gesamten Bismarck-Archipel durch den Völkerbund und nach dessen Auflösung durch die Vereinten Nationen.
Von 1942 bis 1944 war das Gebiet von Japan besetzt, fiel aber 1949 wieder an das australische Verwaltungsmandat, bis Papua-Neuguinea 1975 unabhängig wurde.